# إدي كلارك
إدي كلارك (بالإنجليزية: Eddie Clarke)‏ هو لاعب كرة قدم بريطاني في مركز ظهير ‏، ولد في 29 ديسمبر 1998. لعب مع فليتوود تاون.

## وصلات خارجية
- إدي كلارك على موقع قاعدة بيانات كرة القدم.إي يو (الإنجليزية)
- إدي كلارك على موقع Soccerway.com (الإنجليزية)